# David Fuchs (Basketballspieler)
David Fuchs (* 21. November 2003) ist ein österreichischer Basketballspieler.

## Werdegang
Fuchs spielte in der Jugend des Wiener Vereins Basket Flames, 2018 wechselte er in den Nachwuchsbereich des Bundesligisten Ratiopharm Ulm ins Nachbarland Deutschland. In Ulms Fördermannschaft OrangeAcademy kam er in der 2. Bundesliga ProB erstmals im September 2021 zum Einsatz. Am ersten Spieltag der Saison 2022/23 gab Fuchs für Ulm im Aufeinandertreffen mit dem FC Bayern München seinen Einstand in der Basketball-Bundesliga. Im Juni 2023 gewann er mit Ulm die deutsche Meisterschaft.
Fuchs gab 2023 der University of Rhode Island aus den Vereinigten Staaten seine Zusage zum Wechsel.

### Nationalmannschaft
Anfang August 2021 bestritt Fuchs unter Trainer Raoul Korner sein erstes Länderspiel für Österreichs Herrennationalmannschaft.